# Кућа Пантелије Машића у Каленићу (Уб)
Кућа Пантелије Машића у Каленићу (Уб), спада у споменике културе од великог значаја.

## Изглед куће
Кућа припада новијем типу осаћанске куће, грађене у другој половини 19. века. Квадратне је основе подигнута на каменим темељима, грађена у бондрук систему са испуном од чатме, стрмог пирамидалног крова покривеног бибер црепом, на чијем врху доминира масивни димњак са четири лучна отвора. Троделне је просторне структуре, добијене поделом основе на два дела од којих једну заузима "кућа" а другу две собе. "кућа" је са двоја наспрамна врата, отвореним огњиштем уз зид соба и плетеним димњаком ослоњеним на тавањаче. Под у "кући" и једној соби је од земље, а у другој поплочан циглом. Таваница у "кући" је од шашоваца, а у собама од ваљака. Мада је ван функције и неодржавана, у потпуности је задржала изворни конструктивни склоп. Складним пропорцијама и чистим конструктивним склопом кућа пантелије машића представља вредан пример традиционалне сеоске куће тамнаве, која је као тип познат по називу "новија осаћанка" послужио као модел у развоју сеоске куће западне србије до данас.